# Vivamos hoy
Vivamos hoy es una obra de teatro en dos actos de Santiago Moncada, estrenada en 1979.

## Argumento
En un chequeo médico a una mujer madura se le descubre un tumor cerebral que indica que sólo le quedan dos meses de vida. Su esposo, anteriormente distanciado, intenta recuperar la relación para hacer feliz durante ese tiempo y abandona a su amante. Sin embargo, las pruebas resultaron ser de un cráneo masculino. El marido retorna con su joven amiga, sólo para descubrir finalmente que la radiografía era suya. 

## Estreno
- Teatro Reina Victoria, Madrid, 8 de septiembre de 1979. 
  - Dirección: Manuel Collado.
  - Intérpretes: Julia Gutiérrez Caba, Ricardo Merino, Pastor Serrador, Yolanda Ríos.